# School of American Ballet
Die School of American Ballet (Abk.: SAB) ist die offizielle Ballettschule des New York City Ballet. Sie gilt als eine der berühmtesten und einflussreichsten Institutionen der Ballettgeschichte.

## Geschichte
Die Schule wurde im Oktober 1933 von dem russisch-amerikanischen Choreografen George Balanchine und seinen Förderern Lincoln Kirstein und Edward Warburg in Hartford, Connecticut gegründet. Eröffnet wurde die School of American Ballet am 2. Januar 1934 in der Madison Avenue 637, New York City. Für die 32 Schüler der Schule choreografiert Balanchine das Ballett Serenade, welches im Juni des gleichen Jahres uraufgeführt wird.
Aus der School of American Ballet ging 1935 das American Ballet hervor, das später zur Ballet Society und 1948 schließlich zum New York City Ballet wurde.

## Gegenwart
Künstlerischer Leiter und Direktor der School of American Ballet ist Peter Martins, selbst ehemaliger Schüler der Schule und ehemaliger Tänzer und gegenwärtiger Direktor des New York City Ballet.
Die Schüler müssen vor ihrer Aufnahme ein Vortanzen absolvieren. Sie treten dann im Alter von 6 Jahren in die Schule ein. Schon die jüngsten Studenten nehmen an den Vorführungen des New York City Ballet teil. Am Ende ihrer Ausbildung tanzen die Schüler in einer Abschlussvorstellung, zu der die Leiter aller wichtigen Ballettkompanien als Zuschauer geladen sind. Letztere wählen aus den Absolventen Tänzer für ihre Kompanie aus.

## Die Balanchine-Methode
Die Balanchine-Methode, von George Balanchine entwickelt, wurde anfänglich nur für das New York City Ballet benutzt. Diese Methode verlangt extreme Schnelligkeit, tiefe Pliés und eher unkonventionelle Arm- und Handpositionen. Pirouetten werden hierbei meist aus einer tiefen 4. Position genommen. Die allgemeine Illusion dieser Methode ist, dass der Tänzer in kürzester Zeit den meisten Raum ausnutzt. Mittlerweile wird diese Methode auch an der School of American Ballet, School of the New York City Ballet, am Miami City Ballet, Ballet Chicago Studio Company, sowie am Suzanne Farrell Ballet in Washington, D.C. trainiert.

## Schüler
- Fernando Bujones
- Bob Curtis
- Suzanne Farrell
- Madeleine Martin
- Victoria Rowell
- Ethan Stiefel
- Helgi Tomasson
- Edward Villella
- Dianne Wiest
- Ansel Elgort

## Auszeichnungen
- 2009: National Medal of Arts